# Rilski Manastir, Kiustendil
Rilski Manastir (în bulgară Рилски Манастир) este un sat în comuna Rila, regiunea Kiustendil,  Bulgaria. 

## Demografie
Componența etnică a satului Rilski Manastir
     Bulgari (84,61%)
     Nicio identificare (15,38%)
     Altele (0%)
La recensământul din 2011, populația satului Rilski Manastir era de 39 locuitori. Din punct de vedere etnic, majoritatea locuitorilor (84,61%) erau bulgari. Pentru 15,38% din locuitori nu este cunoscută apartenența etnică.